# 악몽 에피소드
 악몽 에피소드(프랑스어 원제: Cauchemars Les Aventures)는 캐나다 플래시 게임 회사 사바켄의 공포, 모험 게임이다. 빅터라는 이름을 가진 한 소년이 도구를 활용 하고 각종 트릭을 풀어 악몽에서 벗어나는 게임이다.
마우스 클릭으로 진행하는 게임이며 움직이는 대상을 잘못 클릭하거나 행동하지 않으면 악마가 빅터에게 서서히 다가오는 방식의 패널티가 있다. 기회는 총 8번. 8번째 실수할 경우 게임 오버가 되며, 악마가 빅터의 어깨를 건드릴때 그는 꿈에서 깨어나 공포에 대한 울음을 터뜨린다.
게임을 다 클리어 했을 시 소년은 상쾌한 기분으로 기상하는 결말이 있다.

## 제작 사이트 및 한국인의 플레이
플래시 게임 사이트, 사바켄의 상표가 게임 로딩중에 나타나고 프랑스어로 된 사이트주소가 게임 시작 전 화면에 나타난다.
사바켄과 그 주소의 사이트가 함께 게임 제작 후 업로드 했을 것으로 확인된다.
한국에선 야후코리아의 야후꾸러기, 쥬니어 네이버의 게임뭉치, 다음 키즈짱과 점심먹고 노라라 등의 플래시 게임 사이트에 그 사이트의 게임이 올라가 있었다.
그래서 한국인들이 악몽 에피소드를 플레이 할 수 있었다.

## 시리즈 별 핵심 존재 및 미션
악몽 에피소드엔 시리즈마다 각각의 미션이 존재한다.
- 1편 - 살아있는 유골 (주인공이 주변 사람들과 음악을 연주해 동상 위 유골을 기쁘게 해주기.)
- 2편 - 고릴라 (나무에 올라가 있는 고릴라가 내려올 수 있게 나무 주변을 서성이는 괴물 뱀들을 처치하기.)
- 3편 - 생쥐 (중간의 빈 틈에 퍼즐 조각을 맞춰 잠긴 것을 풀고 벼룩이 필요로하는 뭔가를 주고 생쥐가 치즈 먹게 하기.)
- 4편 - 강도 (철장으로 된 각 방을 거쳐 강도의 어릴 적 기억을 되살려주기)
- 5편 - 마녀 (마녀 스스로가 제어할 수 없는 빗자루를 건전지 넣은 리모컨으로 불러세우기.)